# 헬레나 아프 산데베리
헬레나 아프 산데베리(Helena af Sandeberg, 1971년 9월 1일 ~ )는 스웨덴의 배우이다.

## 출연 작품
- 어트랙션(스웨덴어판) (2019)
- 베리만즈 렐리쿠아리움 (2018)
- 알레나 (2015)
- 데스 오브 어 필그림 (2013)
- 릴라이언스 (2013)
- 아이 엠 핸디맨 (2012)
- 블론디 (2012)
- 최면 전문의 (2012)
- 코르넬리스 (2010)
- 이스가리옷 - 투 브라더스 원 데트 (2008)
- 이노센틀리 컨빅티드 (2008)
- 마르스 & 비너스 (2007)
- 아이 워즈 어 스위스 뱅커 (2007)
- 킴 노박 네버 스웸 인 제너세렛 레이크 (2005)
- 인 베드 위드 산타 (1999)